# Сооретама
Сооретама (порт. Sooretama)  —  муниципалитет в Бразилии, входит в штат Эспириту-Санту. Составная часть мезорегиона Северное побережье штата Эспириту-Санту. Входит в экономико-статистический  микрорегион Линьярис. Население составляет 21 288 человек на 2006 год. Занимает площадь 593,366 км². Плотность населения — 35,9 чел./км².
Праздник города —  30 марта.

## История
Город основан 30 марта 2004 года.

## Статистика
- Валовой внутренний продукт на 2003 составляет 73.298.557,00 реалов (данные: Бразильский институт географии и статистики).
- Валовой внутренний продукт на душу населения на 2003 составляет 3.682,79 реалов (данные: Бразильский институт географии и статистики).
- Индекс развития человеческого потенциала на 2000 составляет 0,702 (данные: Программа развития ООН).